# Protosticta fraseri
Protosticta fraseri är en trollsländeart som beskrevs av Kennedy 1936. Protosticta fraseri ingår i släktet Protosticta och familjen Platystictidae. IUCN kategoriserar arten globalt som otillräckligt studerad. Inga underarter finns listade i Catalogue of Life.